# Namanereis llanetensis
Namanereis llanetensis is een borstelworm uit de familie Nereididae. De wetenschappelijke naam van de soort werd voor het eerst geldig gepubliceerd in 2020 door Nunez, Glasby en Naranjo.